# Steriphopus macleayi
Steriphopus macleayi is een spinnensoort uit de familie Palpimanidae. De soort komt voor in Sri Lanka.